# Leveroyschans

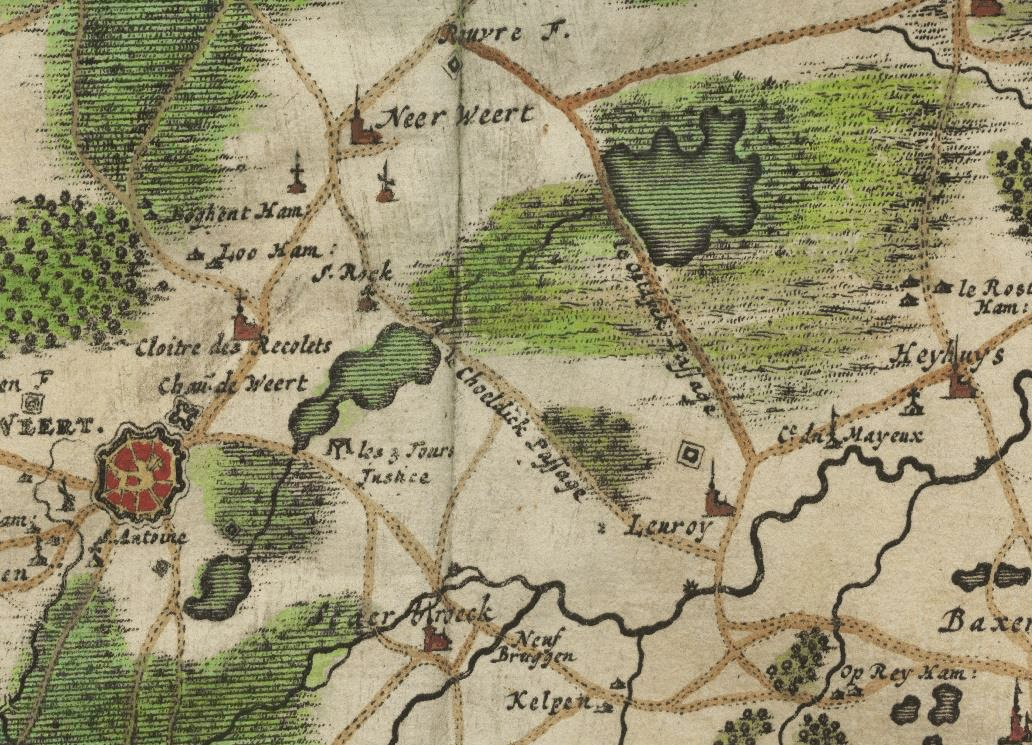
De Leveroyschans aangeduid op de Fricxkaart uit 1712

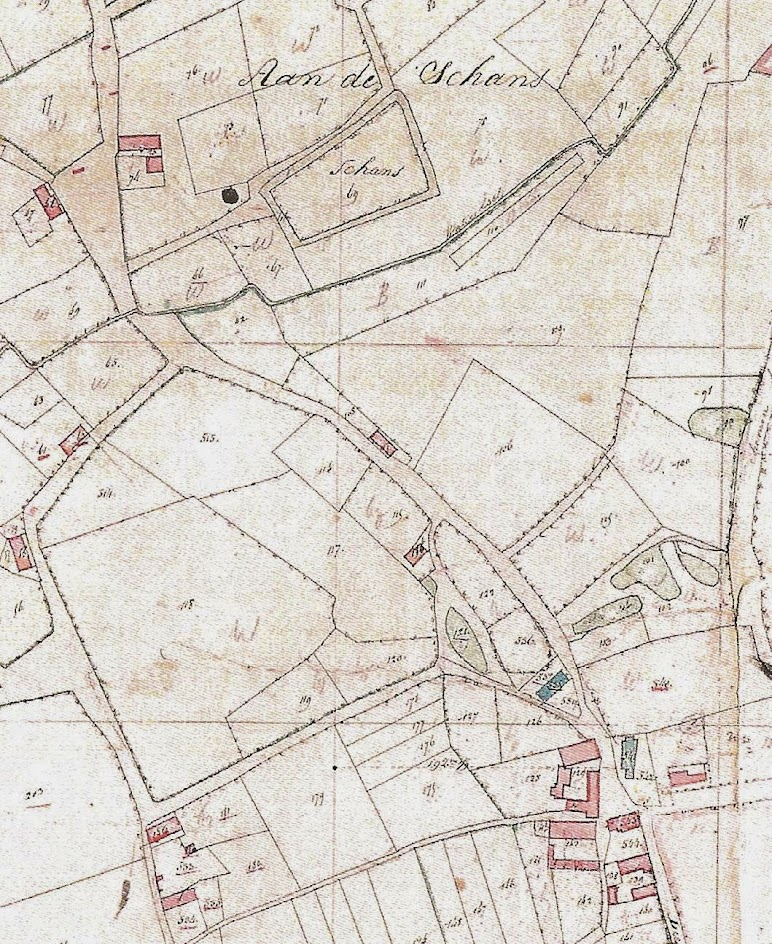
Leveroyschans op het Kadastraal minuutplan van 1832

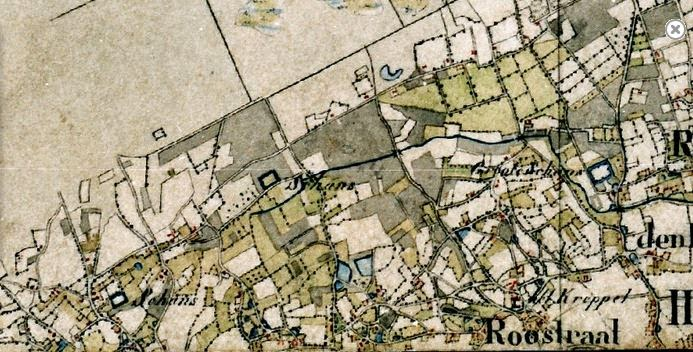
Drie schansen bij elkaar: links de Leveroyschans, midden de Maxetschans en rechts de Grote Schans.

De Leveroyschans of Zereschans was een schans in Leveroy in de Nederlandse gemeente Nederweert. De schans lag ten noorden van het dorp in een moerasgebied, ten oosten van de straat Sillenhoek aan de Leveroysebeek.
Op ongeveer 1200 meter naar het noordoosten lag de Maxetschans.

## Geschiedenis
In januari 1821 werd de omgrachte Lijveroijer Schans samen met ongeveer 54 are akkerland publiekelijk verkocht.
In 1838 werd de schans aangeduid op een kadasterplan.
In 1849 geeft de Nettekening nog een omgracht terrein aan met daarbij het toponiem Schans.
In 1976 werd het terrein geëgaliseerd met een ruilverkaveling.
In 2008 aren de contouren van de schans vanuit de lucht zichtbaar in het akkerland.

## Constructie
De schans had een oppervlakte van 0,54 hectare en had ongeveer een rechthoekige vorm. Rond de schans lag een gracht die werd gevoed met water van de Leveroysebeek.